# Торговець смертю
Торговець смертю (англ. Merchant of Death) — американський бойовик 1997 року.

## Сюжет
У дитинстві Джим Рендалл став свідком розправи над своїми батьками та молодшою сестрою. Вбивці так і не були знайдені. Багато років по тому Джим стає поліцейським і випадково нападає на слід наркодилерів, які мають серйозні зв'язки в поліції. Чим більше доказів знаходить Рендалл, тим більше він переконується в тому, що люди за якими він полює не хто інші, як вбивці його рідних.

## У ролях
- Майкл Паре — Джим Рендалл
- Лінда Хоффман — доктор Меггі Вінтерс
- Джон Саймон Джонс — детектив Вілл «Флеш» Гордон
- Джастін Ілюсіон — Вальтер
- Ентоні Фріджон — Каннінг
- Тоні Капрарі — Веласкес
- Майкл МакГоверн — Сем Вошберн
- Грег Мелвілл-Сміт — Ентоні Берч
- Діон Стюардсон — Харв Беннет
- Френк Нотаро — Панелла
- Френк Нортон — Поуп
- Дейв Рідлі — Hyperion Security
- Девід Дюка — Нік Рендалл
- Девід Батлер — пілот
- Майкл Бруннер — Джим Рендалл 6 років
- Йен Юлі — Карл Пемброк
- Льон Сперроухок — бармен
- Циппора Бенн — реєстратор
- Аннетт Уц — Емма Вошберн
- Тайрон Керолл — Молода Берч
- Кеті-Джо Росс — Кеті Рендалл
- Стефані Мішель Стенлі — Ясмін Рендалл
- Шейн Стеенкамп — Пепе
- Курт Шредер — лівша